# Captafol
El captafol (nombre químico: 1,2,3,6-tetrahidro-N-(1,1,2,2-tetracloroetiltio)ftalimida) es un plaguicida prohibido en todas sus formulaciones y usos por ser dañino para la salud humana y el medio ambiente.

## Resumen de la medida de prohibición
El captafol fue excluido de la lista de sustancias activas autorizadas para el uso en productos de protección de plantas en 1986 bajo la ley para protección de plantas contra plagas y pestes. Prohibida la producción, uso y comercialización de todos los productos de protección de plantas que contengan captafol. El captafol está designado como un producto químico CFP.

## Peligros y riesgos conocidos respecto a la salud humana
El captafol ha causado alergia y dermatitis de contacto en el hombre. Se ha reportado también, por exposición ocupacional, grave irritación del tramo respiratorio y dermatitis alérgica, daños oculares, y otros efectos sistémicos.
En un estudio limitado de empleados implicados en la manufactura del captafol, ningún exceso significante de mortalidad podría ser asociado con la exposición a este plaguicida.
En vista de la grave toxicidad inducida en animales de experimentación con repetidas exposiciones, incluyendo una probada acción carcinogénica, la exposición de los seres humanos debería ser al mínimo.

## Peligros y riesgos conocidos respecto al medio ambiente
El captafol, administrado en una dosis oral única, o en estudios dietarios a corto plazo, no resultó tóxico para las aves. Sin embargo, niveles altos de exposición pueden causar daños reproductivos. La toxicidad del captafol para las abejas es baja. El captafol es altamente tóxico para los peces y de moderado a altamente tóxico para los invertebrados de aguas dulces.
El captafol no es persistente y pequeñas cantidades del compuesto se hidrolizan fácilmente en el terreno y en la superficie de las aguas. Su vida media en el terreno es menor de 11 días. El impacto medioambiental del plaguicida es probablemente limitado por su alta reactividad química, alto grado de biodegradación y falta de tendencia a bioacumular. Sin embargo, dada su demostrada alta toxicidad, la exposición de los organismos acuáticos al captafol a través del desplazamiento casual y/o pérdidas es causa de preocupación. Las muertes de peces han sido asociadas con el uso de este plaguicida. Debería evitarse la contaminación de estanques, cursos de agua y canales con captafol.